# Benjamin Azamati-Kwaku
Benjamin Azamati-Kwaku (né le 14 janvier 1998 à Akim Oda) est un athlète ghanéen, spécialiste du 100 mètres.

## Biographie
Étudiant de l'université du Ghana et de la West Texas A&M University, il est médaillé d'or du relais 4 × 100 mètres aux Jeux africains de 2019 à Rabat en compagnie de Joseph Amoah, Martin Owusu-Antwi et
Sean Safo-Antwi. Il est éliminé dès les séries du 4 × 100 m lors des championnats du monde d'athlétisme 2019.
Le 26 mars 2021 à Austin, il bat le record du Ghana du 100 mètres et franchit pour la première fois de sa carrière la barrière des dix secondes en 9 s 97. Sélectionné pour les Jeux olympiques de 2020 à Tokyo, il s'incline dès les séries du 100 m. Dans l'épreuve du relais 4 × 100 m, l'équipe du Ghana se qualifie pour la finale mais est disqualifié pour un passage de témoin hors zone.
Le 25 mars 2022, Benjamin Azamati-Kwaku porte son record personnel et le record national à 9 s 90 (+ 2 m/s) à Austin lors des Texas Relays.

## Palmarès
| Date | Compétition           | Lieu   | Résultat | Épreuve   | Marque  |
| ---- | --------------------- | ------ | -------- | --------- | ------- |
| 2019 | Jeux africains        | Rabat  | 1er      | 4 x 100 m | 38 s 30 |
| 2022 | Championnats du monde | Eugene | 5e       | 4 × 100 m | 38 s 07 |
| 2024 | Jeux africains        | Accra  | 2e       | 4 × 100 m | 38 s 43 |

## Records
| Épreuve      | Temps        | Vent         | Lieu         | Date           |
| En plein air | En plein air | En plein air | En plein air | En plein air   |
| ------------ | ------------ | ------------ | ------------ | -------------- |
| 100 m        | 9 s 90 (NR)  | + 2,0        | Austin       | 25 mars 2022   |
| 200 m        | 20 s 13      | + 1,1        | Canyon       | 8 mai 2021     |
| En salle     |              |              |              |                |
| 60 m         | 6 s 54       | -            | Albuquerque  | 5 février 2022 |